# Léonard Keigel
Léonard Keigel va ser un director de cinema francès, nascut amb el nom de Léonard Chosidow a Londres el 4 de març de 1929 i mort a Levallois el 30 de gener de 2020. Era gendre del propietari de sales i distribuïdor de cinema Léonide Keigel.

## Filmografia
Director
- 1962: Leviathan
- 1965: La Dame de pique
- 1968: Les Atomistes (sèrie de televisió)
- 1970: Qui ?
- 1977: Une femme, un jour...
- 1983: Vichy dancing (telefilm)

Ajudant de director
- 1952: Jocs prohibits de René Clément
- 1953: Monsieur Ripois de René Clément
- 1956: Gervaise, de René Clément
- 1958: This Angry Age de René Clément